# Begaardenklooster (Roermond)

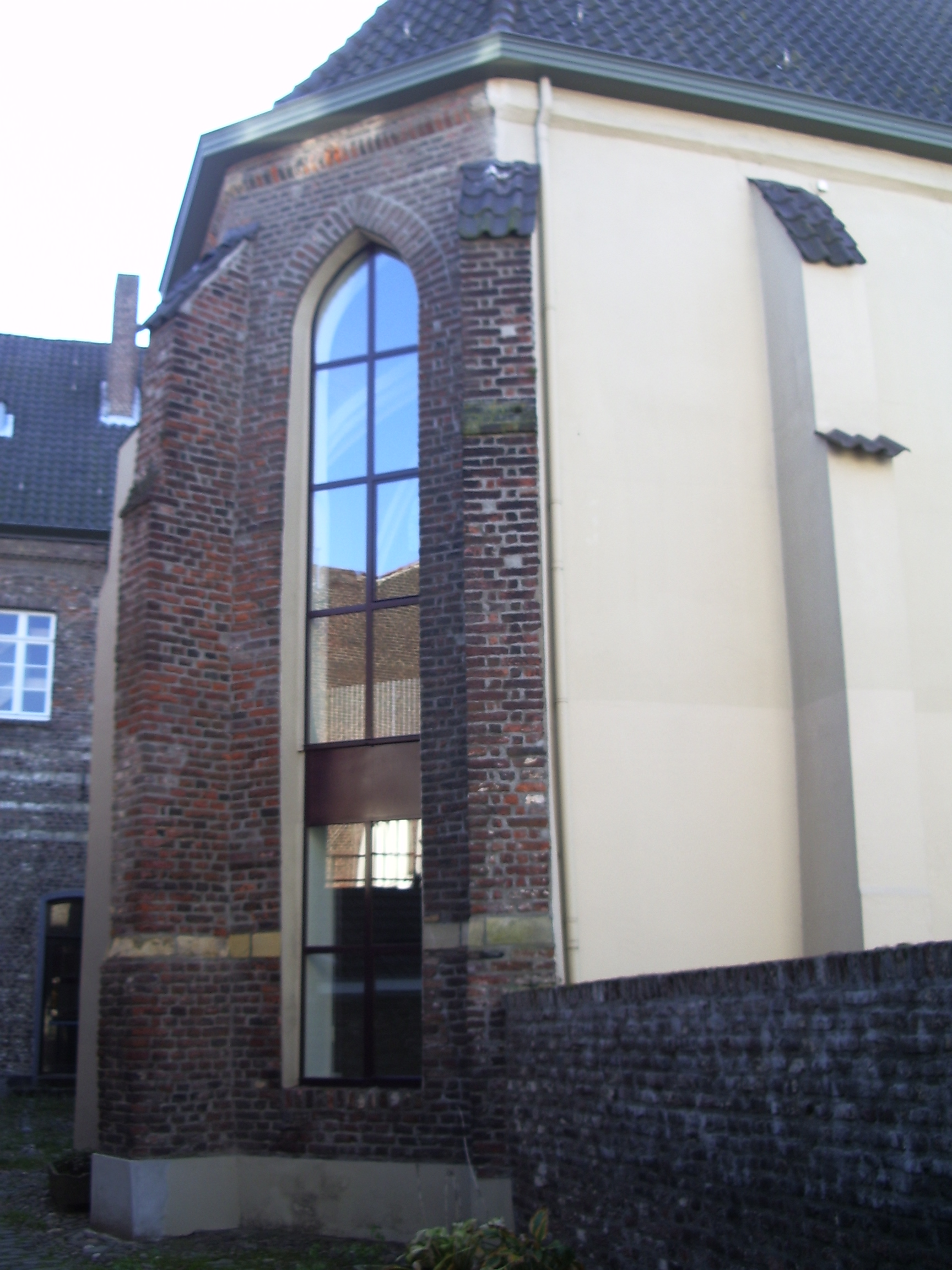
Chor der Begardenkapelle

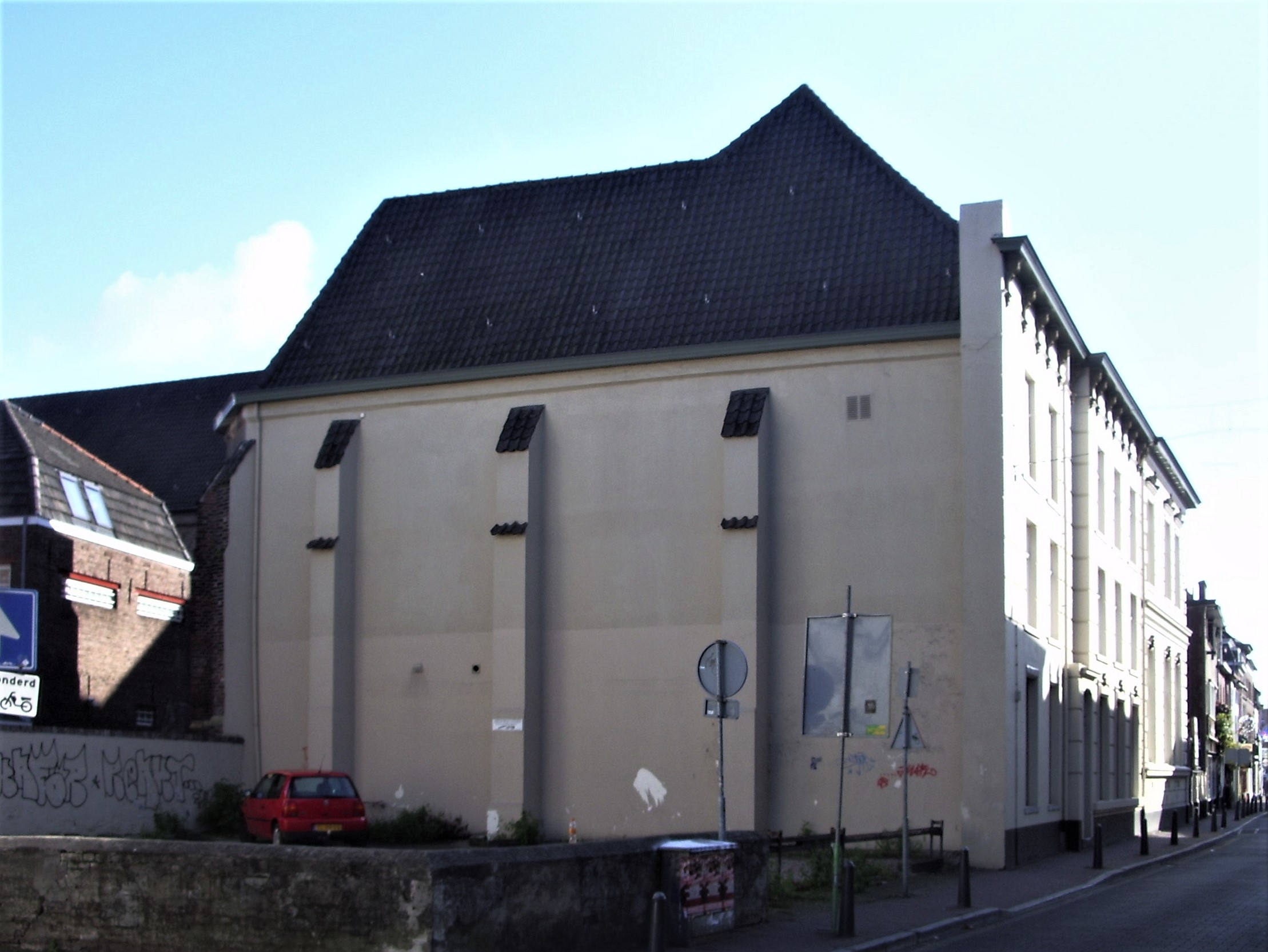
Die Begardenkapelle von Norden

Das Begaardenklooster war ein Konvent der Begarden in Roermond (Provinz Limburg) in den Niederlanden. Erhalten hat sich dessen im Kern spätgotische Kapelle, die seit dem Jahr 1971 als Rijksmonument eingestuft ist.

## Geschichte
Der Sakralbau war ursprünglich die Kapelle eines Begardenhofes, der 1322 erstmals urkundlich fassbar ist. Sie trug das Patrozinium des Heiligen Theobald. In die Konventsgebäude zogen 1581 vorübergehend Franziskanerbrüder ein. 1599 schließlich übernahmen Schwestern des Roermonder Dominikanerinnenklosters Maria Wee (deutsch Marien Leid) Kapelle und Gebäude. 1784 wurde das Kloster im Zuge der Säkularisation auf Anordnung Kaisers Joseph II. aufgehoben.
Die Kapelle wurde daraufhin bis Mitte des 20. Jahrhunderts als Salzsiederei genutzt. 1975 wurde der ehemalige Klosterkomplex umfangreich renoviert und wird seitdem von einer römisch-katholischen Stiftung genutzt. Die Kapelle wurde im Jahr 1990 grundlegend renoviert. Von den Klostergebäuden hat sich der Südflügel aus dem Jahr 1521 sowie der Westflügel, um 1625 entstanden, mit Pfettendach erhalten.